# Агнес (острів)
Острів Агнес — маленький острів за кількасот метрів на схід від острова Гінчінбрук, Квінсленд, Австралія. Під час відпливу сюди можна потрапити з сусідньої затоки Банксія. Його площа 13 гектарів або 0,13 км².
На захід від острова Агнес є відкрита, 3 км завширшки, спрямована на північ затока. Острів має чотири пляжі, усі обмежені мисами та схилами, що стрімко здіймаються вгору, з густою рослинністю та вершиною 1000 м заввишки під назвою Великий палець лише 2 км на захід від головного пляжу. Немає жодної забудови та транспортного під'їзду до жодного з пляжів.
Пляж 816 розташований безпосередньо біля острова Агнес. Під час відпливу він з'єднує острів із материком. Пляж в основному виходить на північний схід і переважно є піщаним, з численними скелями, що виступають уздовж і біля головного пляжу шириною 50 м. В південній частині домінує валунний пляж, який з'єднує острів під час відливу.